# Fronton
Fronton (en occitano Frontonh) es una comuna francesa del departamento del Alto Garona en la región de Mediodía-Pirineos.
La comuna forma parte del área urbana de Toulouse, de cuyo centro se sitúa unos 28 km al noroeste. Goza de un relativo renombre por ser el centro de una denominación de origen de vinos.

## Vinos de Fronton
La denominación AOC Côtes du Frontonnais se extiende por unas 2 300 hectáreas a través de 20 comunas en torno a la villa de Fronton. Se trata en su mayoría de vinos tintos (80%) elaborados principalmente con uvas de la variedad Négrette que no se da más que en esta AOC. 
La viticultura en esta zona data de la época romana, si bien es durante el siglo XVIII cuando alcanza su máximo esplendor al terminar el derecho exclusivo que tenían los vinos de Gironda de ser exportados vía Burdeos, permitiendo así a los vinos de Frontón llegar al mercado europeo. La plaga de filoxera en el siglo XIX terminará con esta época dorada, no siendo hasta nuestros días que el vino frontonés recupera un cierto nombre al obtener la AOC (1975).
En la actualidad sus ventas viven un buen momento al estar asociada su imagen a través de campañas publicitarias con la ciudad de Toulouse, donde se le considera su vino local y se sirve con frecuencia como vino de mesa en casi todos sus restaurantes.

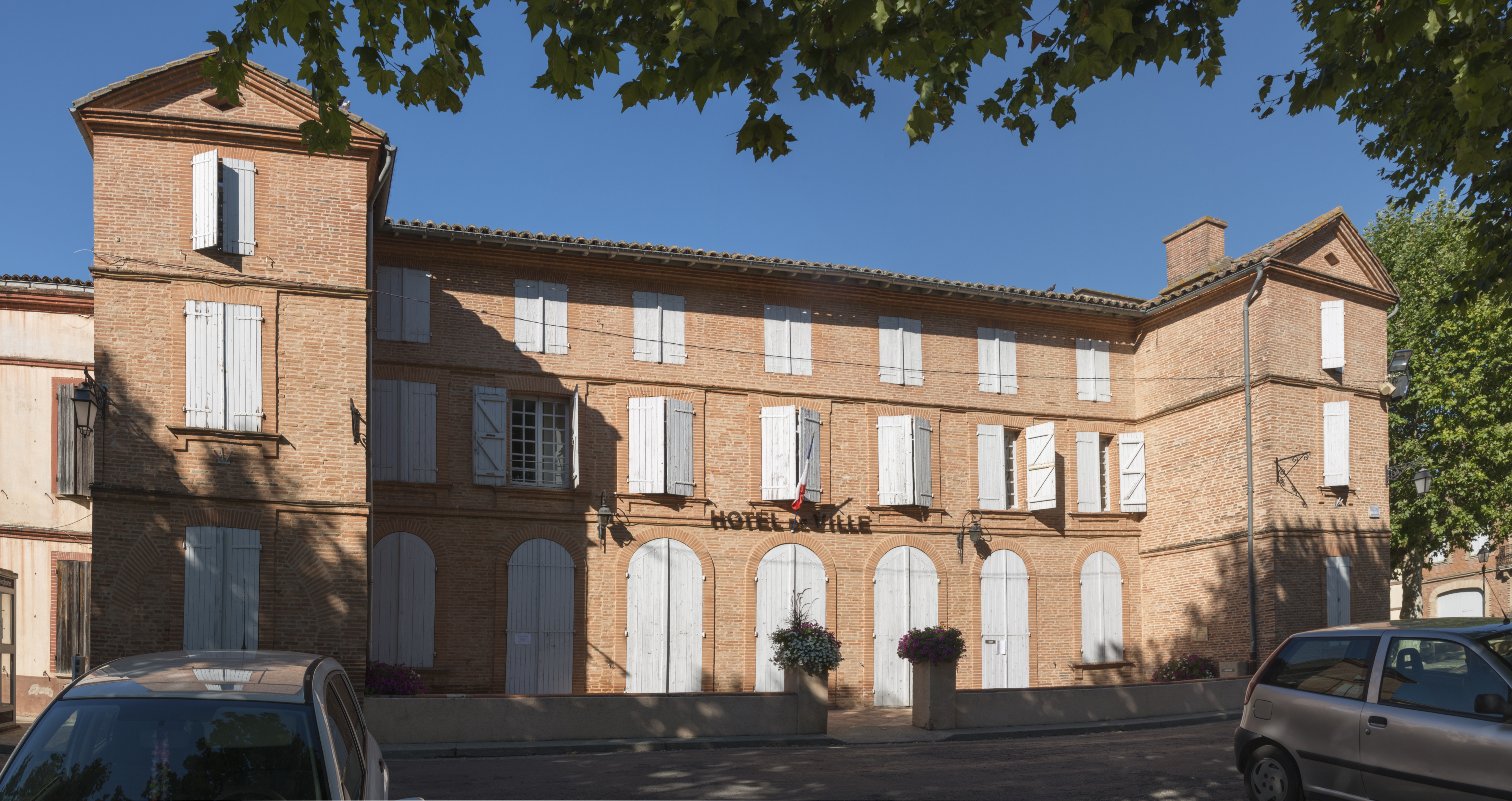
El Ayuntamiento.
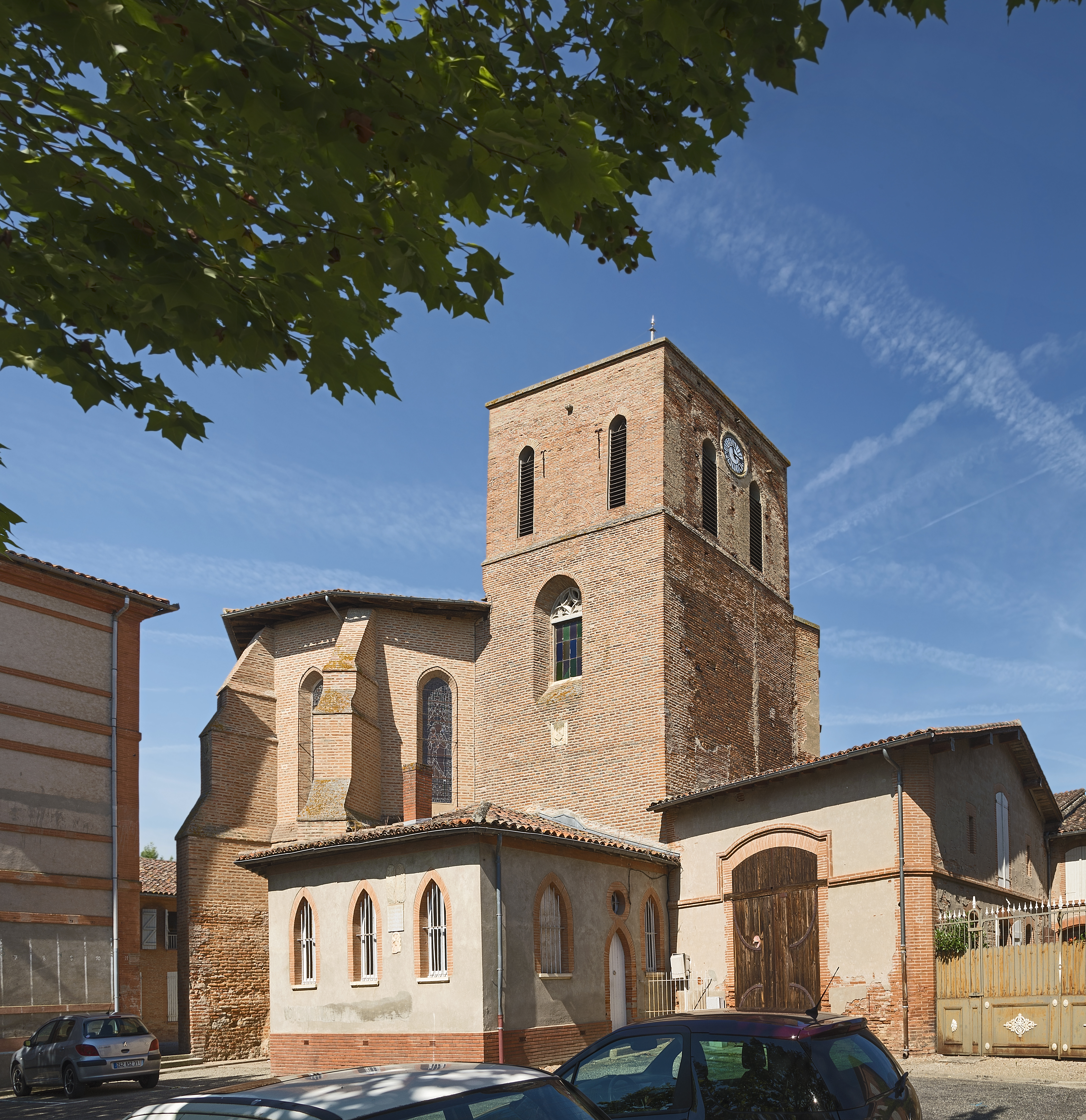
La iglesia.
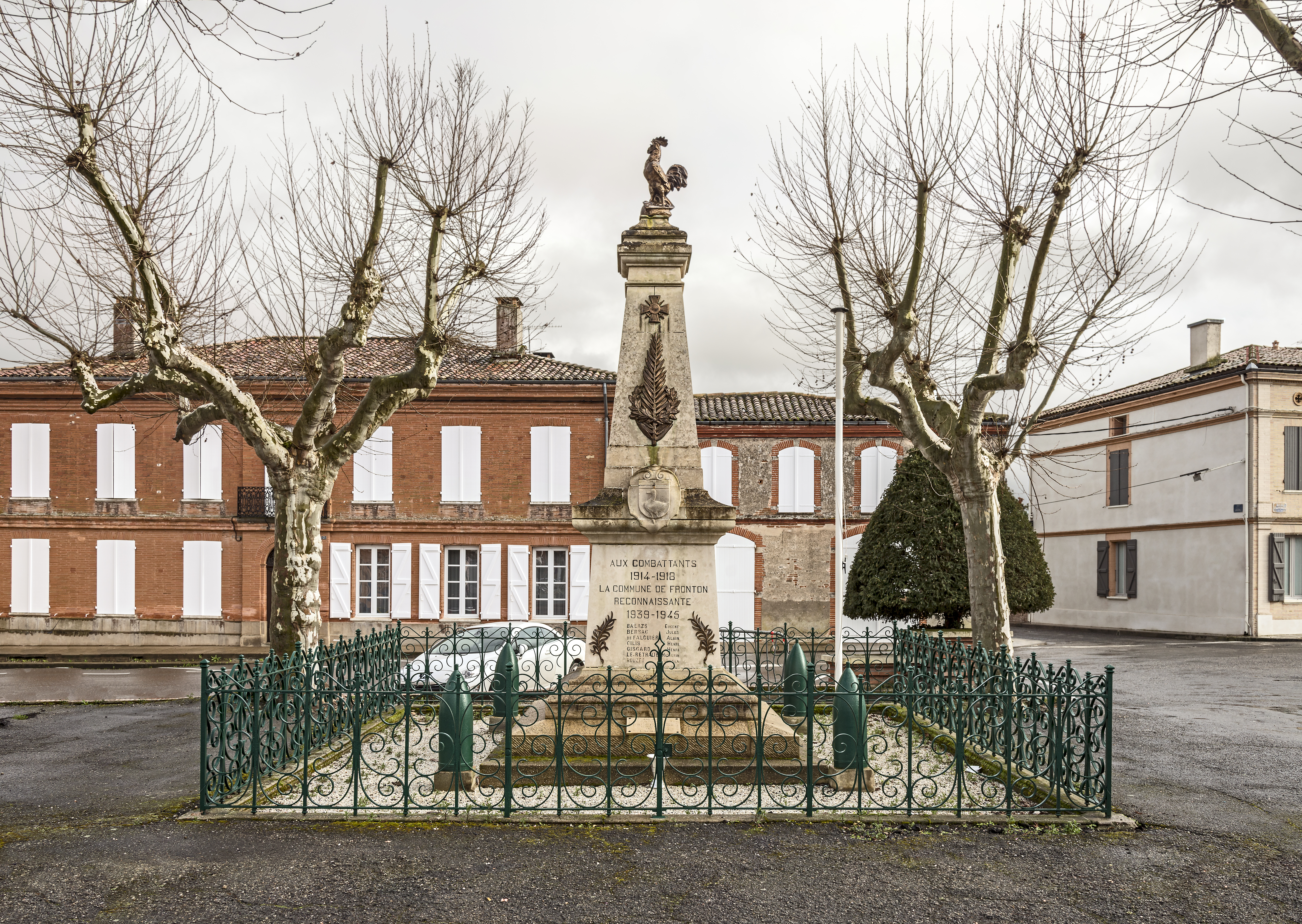
El monumento de la guerra